# USS Louisiana (BB-19)
«Луизиана (BB-19)» (англ.  USS Louisiana (BB-19)) — второй эскадренный броненосец типа «Коннектикут», 19-й броненосец 1-го ранга американского флота. Третий корабль, названный в честь штата Луизиана.
Заложен 7 февраля 1903 года на верфи Newport News Shipbuilding & Drydock Company в Ньюпорт-Ньюсе, штат Вирджиния. Спущен на воду 27 августа 1904 года, крестной матерью корабля стала мисс Джуэнита Лаланд. Сдан в эксплуатацию 2 июня 1906 года, первым командиром был назначен Альберт Р. Куден.

## Первая мировая война
С мая 1914 года до июня 1916 года броненосцем командовал Джордж Франклин Купер.
Вернувшись из Мексиканского залива в Норфолк, «Луизиана» была переведена в запас. Когда США вступили в Первую мировую войну, корабль служил учебным судном для курсантов военно-морских училищ, совершая летние учебные круизы.
Во время войны «Луизиана» выполняла роль учебного судна на котором проходили обучение артиллерийскому делу, совершая походы вдоль  Атлантического побережья США до 25 сентября 1918 года. «Луизиана» участвовала в эскортировании конвоев в Галифакс, Новая Шотландия (Канада). После окончания Первой мировой войны с 24 декабря 1918 года, «Луизиана» в качестве военного транспорта, совершила четыре похода в Брест, Франция, чтобы перевезти войска в Соединённые Штаты.

## Послевоенная судьба
После последнего похода из Бреста, «Луизиана» прибыла на филадельфийскую военную верфь, где 20 октября 1920 года она была списана. 1 ноября 1923 года броненосец был продан на слом. Колокол корабля был сохранён и демонстрируется в городском парке в Батон-Руже, штат Луизиана.